# Gymnonereis sibogae
Gymnonereis sibogae är en ringmaskart som först beskrevs av Horst 1918.  Gymnonereis sibogae ingår i släktet Gymnonereis och familjen Nereididae. Inga underarter finns listade i Catalogue of Life.